# Hârtop, Bârzula
Hârtop (în ucraineană Гертопи, transliterat: Hertopî) este un sat în comuna Cuialnic din raionul Bârzula, regiunea Odesa, Ucraina.

## Demografie
Componența lingvistică a localității Hârtop
     Ucraineană (89,41%)
     Rusă (8,24%)
     Română (1,18%)
     Belarusă (1,18%)
Conform recensământului din 2001, majoritatea populației localității Hârtop era vorbitoare de ucraineană (89,41%), existând în minoritate și vorbitori de rusă (8,24%), română (1,18%) și belarusă (1,18%).